# Oxycoleus flavipes
Oxycoleus flavipes är en skalbaggsart som beskrevs av Martins och Maria Helena M. Galileo 2006. Oxycoleus flavipes ingår i släktet Oxycoleus och familjen långhorningar. Inga underarter finns listade i Catalogue of Life.